# Centaurium scilloides
Centaurium scilloides là một loài thực vật có hoa trong họ Long đởm. Loài này được (L.f.) Samp. mô tả khoa học đầu tiên năm 1913.